# Гафштайн Ґуннар Сіґурдссон
Гафштайн Ґуннар Сіґурдссон, (ісл. Hafsteinn Gunnar Sigurðsson; нар. 24 вересня 1978, Рейк'явік, Ісландія) — ісландський режисер, сценарист і актор.

## Біографія
Гафштайн Ґуннар Сіґурдссон народився в Рейк'явіку в 1978 році. Вивчав порівняльне літературознавство в Університеті Ісландії, а потім режисуру та написання сценаріїв у Нью-Йорку, у Колумбійському університеті.
Його дипломна стрічка «Гримучі змії» (2007) була показана на багатьох кінофестивалях, включаючи кінофестиваль Tribeca, Міжнародний фестиваль короткометражних фільмів в Обергаузені (Північний Рейн-Вестфалія) та Aspen Shortsfest у 2008 році. Цей короткометражний фільм отримав кілька призів, у тому числі першу премію на Festival de Cine de Alcalá de Henares (Альсін), в Іспанії в 2008 р.
Його перший повнометражний фільм «В обидва боки» показали на кінофестивалях, а римейк під назвою «Принц Техаський» («Принц Аваланш») зняли у Сполучених Штатах з Полом Раддом та Емілем Гіршем у головних ролях.
Сіґурдссона обрали до «Десятки європейських режисерів, вартих перегляду за версією журналу Variety у 2012 році». Його другий повнометражний фільм «Париж Півночі» (2014) вийшов на міжнародному кінофестивалі в Карлових Варах. Наступним був Під деревом у 2017 році.

## Вибрана фільмографія

### Кінофільми
- 2007 рік : Skröltormar (короткометражний фільм)
- 2011 рік : 60 секунд самотності в нульовому році
- 2011 рік : Á Annan Veg
- 2014 рік : Париж Півночі (Paris Norðursins)
- 2017 рік : Undir trenu (Під деревом)
- 2018 рік : Síðasta áminningin (документальний)

## Нагороди та відзнаки
На сайті IMDB на 2022 рік вказано 21 номінацію та 16 перемог на конкурсах різноманітних фестивалів, у т. ч. за фільм «Під деревом» на Гемптонському, Денверському та Цюріхському кінофестивалях та на Austin Fantastic Fest у 2017